# Saint-André-de-Vézines
Saint-André-de-Vézines är en kommun i departementet Aveyron i regionen Occitanien i södra Frankrike. Kommunen ligger  i kantonen Peyreleau som ligger i arrondissementet Millau. År 2022 hade Saint-André-de-Vézines 132 invånare.

## Befolkningsutveckling
Antalet invånare i kommunen Saint-André-de-Vézines
Referens: INSEE